# Avanca
Avanca ist eine Kleinstadt und eine Gemeinde in Portugal.

## Geschichte
Der Ort wurde erstmals 1046 offiziell dokumentiert. Am 14. März 1973 wurde Avanca zur Vila ("Kleinstadt") erhoben.

## Sehenswürdigkeiten und Kultur
Hier wurde Egaz Moniz geboren. Er erhielt 1949 den Nobelpreis für Medizin. In seinem Geburtshaus ist mit der Casa-Museu Egaz Moniz ein Museum eingerichtet, in dem sowohl seine private Kunstsammlung (antikes Porzellan und Glas, Malerei, Teppichkunst u. a.), als auch wissenschaftlich-medizinische Exponate zu seiner Arbeit zu sehen sind.
Im Ort findet mit dem jährlichen Festival Avanca eines der internationalen Filmfestivals in Portugal statt.
Einmal jährlich findet im Sommer die gastronomische Festwoche Festival da Gastronomia das Colectividades de Avanca statt, ausgerichtet von verschiedenen Sport- und Kulturvereinen des Ortes.
2011 wurde in Avanca zum zweiten Mal der Campeonato Nacional de 1/8 TT ausgetragen, die Landesmeisterschaft einer Modellauto-Rennsport-Art.
Die jährlichen Heiligen-Feste sind Santa Marinha am 18. Juli, Sto. António am 13. August, Santa Luzia am 13. Dezember, und S. Sebastião am 21. Januar.
Avanca ist über den Fluss Ribeira do Mourão mit der nahen Wasserlandschaft der Ria de Aveiro verbunden, die für ihren vielfältigen Artenreichtum bekannt ist.

## Verwaltung
Avanca ist Sitz einer gleichnamigen Gemeinde (Freguesia) im Kreis (Concelho) von Estarreja, im Distrikt Aveiro. Am 19. April 2021 hatte die Gemeinde 5732 Einwohner auf einer Fläche von 21,1 km².
Die Gemeinde besteht nur aus dem namensgebenden Ort.

## Verkehr

### Eisenbahn
Avanca ist ein Haltepunkt der wichtigsten nationalen Eisenbahnstrecke, der Linha do Norte zwischen Lissabon und Porto.

### Autobahn
Über die Nationalstraße 109 ist Avanca mit der 6 km entfernten Kreisstadt Estarreja und ihrem Anschluss an die Autobahn A1 an das nationale Autobahnnetz angeschlossen.

## Wirtschaft
In Avanca produziert der Lebensmittelkonzern Nestlé seit etwa 2019 das vormals in Ludwigsburg hergestellte Kaffeersatzprodukt Caro-Kaffee.

## Söhne und Töchter der Stadt
- António Caetano de Abreu Freire Egas Moniz (1874–1955), Politiker und Mediziner, Medizin-Nobelpreisträger 1949
- Isabel Soares (* 1983), portugiesische Sängerin